# Dayah Baro (Delima)
Dayah Baro is een bestuurslaag in het regentschap Pidie van de provincie Atjeh, Indonesië. Dayah Baro telt 513 inwoners (volkstelling 2010).